# Medetera gracilis
Medetera gracilis är en tvåvingeart som beskrevs av Octave Parent 1935. Medetera gracilis ingår i släktet Medetera och familjen styltflugor. Inga underarter finns listade i Catalogue of Life.